# Brunei Investment Agency
Die Brunei Investment Agency (kurz BIA) ist der Staatsfonds Bruneis. Er ist dem Finanzministerium des Sultanats unterstellt und wird maßgeblich durch Einnahmen aus den Öl-Exporten des Landes finanziert. Im Jahr 2025 wird das verwaltete vermögen auf 73 Milliarden USD taxiert.

## Historie
Der Fonds wurde im Jahr 1983 gegründet und mit der Verwaltung der Währungsreserven und der externen Vermögenswerte Bruneis betraut. Am 1. Juli 1983 nahm die Brunei Investment Agency ihre Arbeit auf. Hauptsitz des Fonds ist die bruneiische Hauptstadt Bandar Seri Begawan. Ziel des Fonds ist die Finanzierung einer stärkeren wirtschaftlichen Diversifizierung und die Akkumulation finanzieller Mittel für die Zeit nach der Erschöpfung der fossilen Rohstoffe, die heute das Rückgrat der bruneiischen Wirtschaft bilden. Nach Angaben des US-Außenministeriums betrugen die assets under management der BIA im Jahr 2009 30 Milliarden US-Dollar. Das Sovereign Wealth Fund Institute listete die Brunei Investment Agency auf Platz 21 der weltweit größten Staatsfonds nach verwaltetem Vermögen.

## Anlage

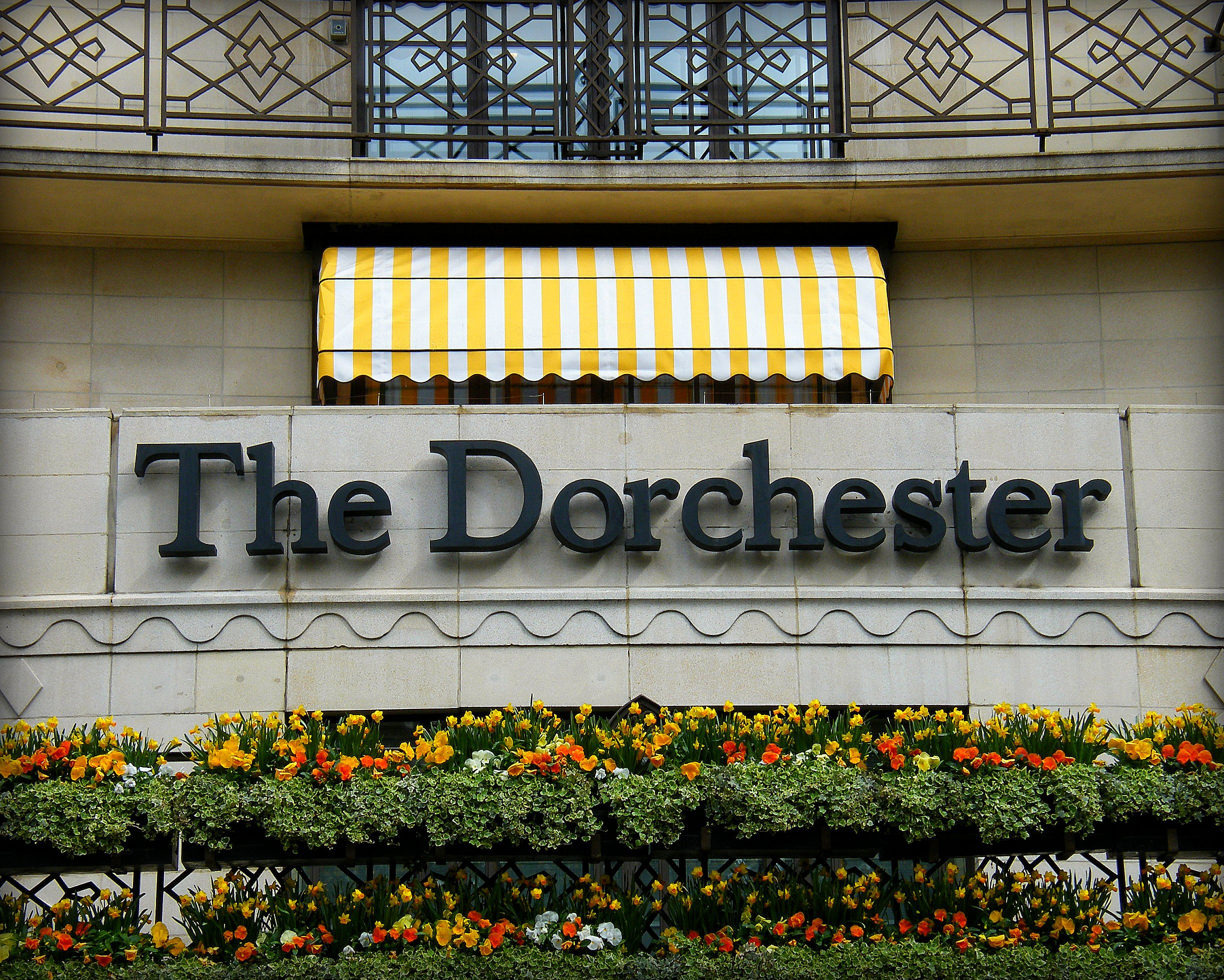
Logo der Dorchester Collection, die im Besitz der BIA ist

Informationen über die Anlagestrategien des Fonds sind auf Grund kaum bestehender Regularien in Brunei, die es dem Fonds ermöglichen weitestgehend verdeckt zu agieren. Zum Portfolio des Staatsfonds zählen unter anderem Immobilien, Aktien und Anleihen, größere Positionen gibt es insbesondere in den Vereinigten Staaten. Zu den bekanntesten Investments des bruneiischen Staatsfonds gehören:
- die Dorchester Collection, eine Luxushotel-Kette, ist in Besitz der BIA
- 1987 kaufte die BIA das Beverly Hills Hotel für 185 Millionen US-Dollar
- das Grand Hyatt Hotel in Singapur
- größere Aktienpakete, beispielsweise an der Bahagia Investment Corporation (Malaysia), Draper Esprit PLC (Vereinigtes Königreich) und an  Patersons Securities Limited (Australien)[4]

## Kritik
Im Rahmen des Boykott von bruneiischen Unternehmen und Besitztümern des Sultats im Ausland in Folge der Einführung der Todesstrafe für Homosexualität in Brunei wurden unter anderem auf Initiative des Schauspielers George Clooney auch Hotels der Brunei Investment Agency boykottiert. Am 6. April 2019 kam es vor dem Dorchester in London zu Protesten gegen die Gesetzesverschärfungen im Sultanat.